# Fools for Scandal
Fools for Scandal is een Amerikaanse filmkomedie uit 1938 onder regie van Mervyn LeRoy. De film werd destijds in Nederland uitgebracht onder de titel Een groot schandaal.

## Verhaal
René ontmoet de rijke actrice Kay Winters in Parijs. Ze delen een taxi en gaan samen eten. Hij wordt verliefd op Kay, maar zij reist al gauw terug naar Londen. Hij volgt haar en neemt een baantje aan in haar keuken.

## Rolverdeling
| Acteur           | Personage            |
| ---------------- | -------------------- |
| Carole Lombard   | Kay Winters          |
| Fernand Gravey   | René                 |
| Ralph Bellamy    | Phillip Chester      |
| Allen Jenkins    | Dewey Gibson         |
| Isabel Jeans     | Lady Paula Malverton |
| Marie Wilson     | Myrtle               |
| Marcia Ralston   | Jill                 |
| Ottola Nesmith   | Agnes                |
| Heather Thatcher | Lady Potter-Porter   |
| Jacques Lory     | Papa Joli-Coeur      |
| Tempe Pigott     | Bessie               |
| Rosella Towne    | Diana                |